# 越南烏賊
越南烏賊（学名：[Sepia vietnamica] 错误：{{Lang}}：文本有斜体标记（帮助））为烏賊科烏賊屬下的一个种。

## 扩展阅读
- 維基物種上的相關：越南烏賊